# Uścieczko (rejon czortkowski)
Uścieczko (ukr. Устечко, Usteczko) – wieś na Ukrainie, w rejonie czortkowskim obwodu tarnopolskiego, nad Dniestrem.

## Historia
6 października 1694 roku Uścieczko było miejscem bitwy w czasie wojny polsko-tureckiej 1683-1699 między siłami hetmana wielkiego koronnego Stanisława Jana Jabłonowskiego i Kazimierza Jana Sapiehy przeciwko Imperium osmańskiemu i Tatarom z chanatu krymskiego.
Po zakończeniu I wojny światowej, od listopada 1918 roku do lipca 1919 roku Uścieczko znajdowało się w Zachodnioukraińskiej Republice Ludowej.
W II Rzeczypospolitej miejscowość była siedzibą gminy wiejskiej Uścieczko w powiecie zaleszczyckim województwa tarnopolskiego.

## Zabytki
- zamek[3], wybudowany w XVII w.[4]

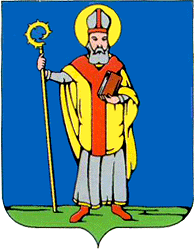
Herb
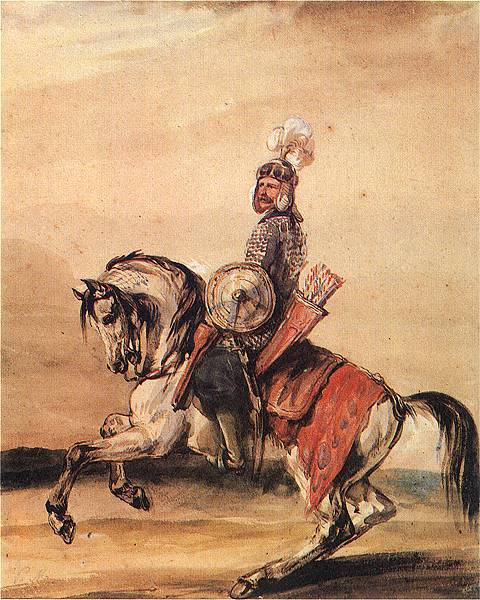
St. Jabłonowski wg P. Michałowskiego